# Grigore Bălan
Grigore Balan, romunski general, * 1896, † 1944.